# Liste der Stolpersteine in Berge (Niedersachsen)
Die Liste der Stolpersteine in Berge enthält alle Stolpersteine, die im Rahmen des gleichnamigen Kunst-Projekts von Gunter Demnig in Berge verlegt wurden. Mit ihnen soll der Opfer des Nationalsozialismus gedacht werden, die in Berge lebten und wirkten. Bei der Verlegung am 15. Juli 2014 wurden drei Stolpersteine verlegt.

## Liste der Stolpersteine
| Bild                                   | Adresse             | Verlegedatum  | Person, Inschrift | Anmerkung |
| -------------------------------------- | ------------------- | ------------- | --- | --- |
| Stolperstein für Adolf Abraham Neublum | Antener Straße 10 · | 15. Juli 2014 | Hier wohnte Adolf Abraham Neublum Jg. 1873 deportiert 1942 Theresienstadt ermordet 15.5.1944 Auschwitz                             | Adolf Abraham Neublum wurde am 1. April 1873 in Harpstedt geboren. Er war mit Berta Neublum verheiratet. Am 31. Juli 1942 wurden sie in das Ghetto Theresienstadt deportiert und am 15. Mai 1944 von dort in das Vernichtungslager Auschwitz. |
| Stolperstein für Berta Neublum         | Antener Straße 10 · | 15. Juli 2014 | Hier wohnte Berta Neublum geb. de Vries Jg. 1873 deportiert 1942 Theresienstadt ermordet 15.5.1944 Auschwitz                       | Berta Neublum wurde am 7. September 1873 als Berta de Vries in Haren geboren. Sie war mit Adolf Abraham Neublum verheiratet. Am 31. Juli 1942 wurden sie in das Ghetto Theresienstadt deportiert und am 15. Mai 1944 von dort in das Vernichtungslager Auschwitz.                                                                                         |
| Stolperstein für Paul Neublum          | Antener Straße 10 · | 15. Juli 2014 | Hier wohnte Paul Neublum Jg. 1907 Flucht 1938 Holland / Belgien interniert Saint Cyprien bei Fluchtversuch erschossen 1944 Belgien | Paul Neublum wurde am 12. November 1907 als Sohn von Berta und Adolf Abraham Neublum in Berge geboren. Am 13. Mai 1938 flüchtete er in die Niederlande und weiter nach Belgien. Im Mai 1940 wurde er in das Internierungslager Saint Cyprien deportiert. Am 12. April 1943 und 1944 wurde er in Belgien verhaftet und bei einem Fluchtversuch erschossen. |